# Рожнов (Ивано-Франковская область)
Ро́жнов (укр. Рожнів) — село в Косовском районе Ивано-Франковской области Украины. Администаративный центр Рожновской сельской общины.
Население по переписи 2001 года составляло 5563 человека. Занимает площадь 39,3 км². Почтовый индекс — 78635.

## Уроженцы
- Эрих Гольдхаген (род. 1930) — американский историк, профессор Гарвардского университета.
- Стефюк, Мария Юрьевна (род. 1948), украинская певица (лирико-колоратурное сопрано). Народная артистка СССР (1985).